# Max Meinicke-Pusch
Max Meinicke-Pusch (* 12. Februar 1905 in Breslau; † 31. Oktober 1994 in Hamburg) war ein deutscher Politiker (FDP, später CDU).

## Leben
Meinicke-Pusch studierte Rechtswissenschaften, legte 1932 die Große juristische Staatsprüfung ab und promovierte auch in diesem Fach. Er arbeitete als Rechtsanwalt und Notar.
1932 trat Meinicke-Pusch der Konservativen Volkspartei (KVP) bei, einer Kleinpartei, die als Abspaltung der DNVP entstanden war. 1937 wurde er Mitglied der NSDAP. Während des Zweiten Weltkriegs war Meinicke-Pusch Kriegsgerichtsrat im Rang eines Oberstabsrichters bei der Luftwaffe. Danker und Lehmann-Himmel charakterisieren ihn in ihrer Studie über das Verhalten und die Einstellungen der Schleswig-Holsteinischen Landtagsabgeordneten und Regierungsmitglieder der Nachkriegszeit in der NS-Zeit als höheren Wehrmachtsakteur und „systemtragend / karrieristisch“.
Nach Kriegsende wurde Meinicke-Pusch bei der Landtagswahl im Juli 1950 für die FDP in den schleswig-holsteinischen Landtag gewählt, dem er bis 1954 angehörte. Als Landtagsabgeordneter vertrat er den Wahlkreis Steinburg-Süd im Parlament.
Meinicke-Pusch war bis zum 18. Januar 1952 Vorsitzender der gemeinsamen Landtagsfraktion Deutscher Wahlblock von CDU, FDP und DP. Er verließ am 18. Januar 1952 die FDP und schloss sich am 30. Januar 1953 der CDU an. Der schleswig-holsteinische Landtag entsandte Meinicke-Pusch in die zweite Bundesversammlung, die am 17. Juli 1954 Theodor Heuss als Bundespräsident wiederwählte.
Meinicke-Pusch war von 1950 bis zu seinem Austritt aus der FDP Vorsitzender des Justizausschusses des Landtages. In dieser Eigenschaft sichtete er Ermittlungsakten der Staatsanwaltschaft zu den nationalsozialistischen Krankenmorden in Schleswig-Holstein. Damit war er eine der bestinformiertesten Personen über die Euthanasiemorde in Schleswig/Holstein. Pusch stand einer Strafverfolgung von Tätern wie beispielsweise des ehemaligen Leiters der Kinderfachabteilung Schleswig, Hans Burkhardt aufgeschlossen gegenüber, der verdächtig war, für den Tod von 219 Zöglingen seines Krankenhauses verantwortlich zu sein. Nach Meinicke-Puschs Wechsel zur CDU und seinem Ausscheiden billigte der Justizausschuss, der einen neuen der Aufklärung von NS-Verbrechen abgeneigten Vorsitzenden erhalten hatte, im Mai 1953 die Einstellung der Ermittlungen durch die Staatsanwaltschaft.
Am 1. Februar 1955 wurde Meinicke-Pusch zum Landessozialgerichtsrat ernannt. Als Berichterstatter im Verfahren der Klage Lina Heydrichs, der Witwe von Reinhard Heydrich, gegen das Landesversorgungsamt Schleswig-Holstein wegen Ablehnung einer beantragten Rente als Generalswitwe trat er für die Gewährung der Rente ein, weil der „Massenmörder“ Heydrich nicht durch ein Attentat von tschechoslowakischen Bürgern wegen seiner grausamen Behandlung der Tschechoslowakei umgekommen sei, sondern durch Kampfhandlungen im Rahmen des Zweiten Weltkrieges. An der Entscheidung des Verfahrens war Meinicke-Pusch nicht mehr beteiligt, weil ein anderer Senat das Verfahren übernahm.
Kurz nach Antritt seines Richteramtes erfuhr Meinicke-Pusch noch im Februar 1955 unter der Hand, dass der polizeilich gesuchte Werner Heyde, einer der Haupttäter der nationalsozialistischen Krankenmorde, unter dem falschen Namen Fritz Sawade Gutachten für schleswig-holsteinische Sozialgerichte erstattete. Meinicke-Pusch zeigte den polizeilich gesuchten Verantwortlichen für den Tod von über 80.000 Menschen nicht an. 1956 nahm er sogar als Richter erstmals an einer Verhandlung des 1. Senats des Landessozialgerichts teil, in dem Heyde/Sawade als Gutachter aussagte. Meinicke-Pusch benutzte diese Gelegenheit nicht, um die Identität Heyde/Sawades aufzuklären, sondern akzeptierte die Tätigkeit Heyde/Sawades widerspruchslos. Er erfuhr danach aus dem Studium der Zeitschrift Die Gegenwart weitere Einzelheiten über die Rolle Sawades. In einem späteren Verfahren vor dem Dienststrafhof Niedersachsen-Schleswig/Holstein behauptete er, dass er in mehreren Verfahren erfolglos versucht habe, die Erstattung von Gutachten durch Heyde zu verhindern. Nach der Verhaftung Heydes im November 1959 wurde Meinicke-Pusch im Dezember 1960 vom Untersuchungsausschuss des Landtages zur Aufklärung der Heyde-Sawade-Affäre vernommen und machte dabei umfangreiche Aussagen. Das wegen der Affäre eingeleitete Dienststrafverfahren des Justizministeriums mit dem Ziel, Meinicke-Pusch aus seinem Richteramt zu entfernen, wurde von Richterkollegen des Dienststrafhofes entschärft. Seine Schuld wurde als nicht erheblich gewertet. Der Dienststrafgerichtshof hielt ihm vor, sich nicht ausdrücklich genug um die Klärung der Identität Heyde/Sawades bemüht zu haben. Da Verfahren endete im März 1962 mit einem Verweis für Meinicke-Pusch, der mildesten möglichen Ahndung eines Fehlverhaltens. Ein gegen ihn eingeleitetes Ermittlungsverfahren wegen des Verdachts der Begünstigung war zuvor schon im April 1960 eingestellt worden.
Meinicke-Pusch blieb bis zu seiner Pensionierung Anfang der 1970er Jahre Landessozialgerichtsrat. Die ausbleibende Beförderung wird auf seine Aussagebereitschaft im Untersuchungsausschuss zur Heyde-Sawade-Affäre zurückgeführt. Zuletzt lebte er in Hamburg-Ohlsdorf.